# Nesciothemis farinosa
Nesciothemis farinosa – gatunek ważki z rodziny ważkowatych (Libellulidae). Szeroko rozprzestrzeniony w Afryce – od Egiptu po RPA; występuje także na Półwyspie Arabskim.